# Копа Центроамерикана 2014.
Копа Центроамерикана 2014. био је тринаесто по реду првенство Централне Америке за фудбалске тимове мушких националних савеза, раније познато као Ункафов Куп нација. Организовао га Фудбалски савез Централне Америке (УНКАФ), а одржан је у Сједињеним Државама од 3. до 13. септембра 2014. године.

## Преглед
У јануару 2013, Ункаф је провизорно најавио да ће такмичење бити одржано у Сједињеним Државама, тачније у Калифорнији и Тексасу. Едуардо Ли, председник ФА Костарике и потпредседник Укафа, рекао је да је такмичење намењено прослави 25 година Ункафаа.  Саопштење је постало званично у јануару 2014. године, а најављено је да ће се избор одржати у септембру 2014. године.
Након саопштења, председник Ункафа Рафаел Тиноко рекао је да је септембар 2014. изабран јер је „септембар месец независности“ и да у Фифином међународном календару има девет слободних дана у септембру који би омогућили националним савезима да изаберу своје најбоље играче а да не оштете клубове. Тиноко је такође навео да ће такмичење бити организовано ван региона Централне Америке, а домаћинство у Сједињеним Државама због „финансијског фактора“.
Четири најбоља тима са турнира су се квалификовали за Златни куп Конкакафа 2015. Петопласирани тим се пласирао у плеј-оф против петопласираног тима са турнира Карипског купа 2014. како би одредио која друга нација ће се квалификовати за Златни куп Конкакафа 2015. Ово је први пут да се два укупно петопласирана тима такмиче за пласман на Златни куп Конкакафа, а претходно су се пет тимова из Централне Америке и четири са Кариба квалификовали за такмичење Конфедерације.
Победник турнира се квалификовао за Копа Америка Сентенарио, турнир са 16 екипа Конмебола и Конкакафа репрезентација који ће се одржати у Сједињеним Државама 2016. године.

## Проблем са ФИФА календаром
Два од четири датума такмичења не спадају у „међународни оквир“ календара утакмица ФИФА-е за септембар 2014. Било која два датума између 1. и 9. септембра у размаку од најмање три дана додељена су као могући датуми утакмица, што значи да мечеви који су се одиграли 3. и 7. септембра могли би да имају статус првог избора јер клубови не би могли да одбију позиве, док би мечеви који су се одиграли 10. и 13. септембра (укључујући финале) захтевали би клупске играче и требало би да се савези договоре са клубовима да играчи могу да учествују.

## Земље учеснице
Свих седам чланица Ункафа су учествовале на турниру:
| Репрезентација      | Ункафов куп нација / Копа Центроамерикана учешћа | Претходни најбољи резултат                         | Фифина ранг-листа на поч. турнира |
| ------------------- | ------------------------------------------------ | -------------------------------------------------- | --------------------------------- |
| Белизе              | 10.                                              | Четврто место (2013)                               | 162.                              |
| Костарика (Шампион) | 13.                                              | Шампион (1991, 1997, 1999, 2003, 2005, 2007, 2013) | 15.                               |
| Салвадор            | 13.                                              | Треће место (1995, 1997, 2001, 2003, 2013)         | 127.                              |
| Гватемала           | 12.                                              | Шампион (2001)                                     | 134.                              |
| Хондурас            | 13.                                              | Шампион (1993, 1995, 2011)                         | 43.                               |
| Никарагва           | 13.                                              | Четврто место (2009)                               | 175.                              |
| Панама              | 12.                                              | Шампион (2009)                                     | 63.                               |

Подебљано означава да је одговарајући тим био домаћин догађаја.

## Градови и стадиони
У мају и јуну 2014, Ункаф је најавио да ће следеће локације бити домаћини турнира:
- Меморијални стадион РФК у Вашингтону је 3. септембра био домаћин три меча првог дана групне фазе.[11][12]
- Котон боул у Даласу је био домаћин три меча другог дана групне фазе 7. септембра.[13][14]
- ББВА Компас стадион у Хјустону био је домаћин три меча последњег дана групне фазе 10. септембра.[15][16]
- Меморијални колосеум Лос Анђелеса у Лос Анђелесу био је домаћин финалних утакмица за треће место и пето место 13. септембра.[17][18]

| Вашингтон                                                 | Далас                                                     | Хјустон                                                   | Лос Анђелес                                                 |
| --------------------------------------------------------- | --------------------------------------------------------- | --------------------------------------------------------- | ----------------------------------------------------------- |
| РФК Меморијал                                             | Котон боул                                                | Стадион ПНЦ                                               | Мемориал колосеум                                           |
| 38° 53′ 23″ С; 76° 58′ 18″ З / 38.889722° С; 76.971667° З | 32° 46′ 47″ С; 96° 45′ 35″ З / 32.779722° С; 96.759722° З | 29° 45′ 08″ С; 95° 21′ 09″ З / 29.752199° С; 95.352415° З | 34° 00′ 51″ С; 118° 17′ 16″ З / 34.014167° С; 118.287778° З |
| Капацитет: 19.467†                                        | Капацитет: 92.100                                         | Капацитет: 22.000                                         | Капацитет: 93.607                                           |
|                                                           |                                                           |                                                           |                                                             |

## Групна фаза
Жреб за групну фазу обављен је 29. јануара 2014. године. Распоред је објављен 17. јула 2014. године. Измене у распореду извршене су 18. августа.

### У случају истоветних резултата
Екипе се рангирају по бодовима (3 бода за победу, 1 бод за нерешено, 0 поена за пораз). Ако се изједначи по поенима, тајбрејкери се примењују следећим редоследом: 
1. Већи број бодова у мечевима између изједначених екипа.
2. Већа гол-разлика у мечевима између изједначених екипа (ако више од две екипе завршавају изједначено по бодовима).
3. Већи број голова постигнутих на утакмицама међу изједначеним екипама (ако више од две екипе завршавају изједначено по бодовима).
4. Већа гол-разлика у свим утакмицама у групи.
5. Већи број постигнутих голова у свим утакмицама у групи.
6. Извлачење жреба.

| Легенда                                                                                             |
| --------------------------------------------------------------------------------------------------- |
| Победници група напредују у финале и квалификују се за Конкакафов златни куп 2015.                  |
| Другопласирани у групама разигравају за треће место и квалификују се за Конкакафов златни куп 2015. |
| Трећепласирани у групама разигравају за пето место                                                  |

### Група А
| Pos | Тим       | О | П | Н | И | ГД | ГП | ГР | Бод. | Qualification               |
| --- | --------- | - | - | - | - | -- | -- | -- | ---- | --------------------------- |
| 1   | Гватемала | 3 | 3 | 0 | 0 | 6  | 2  | +4 | 9    | Финале и Златни куп         |
| 2   | Салвадор  | 3 | 2 | 0 | 1 | 4  | 2  | +2 | 6    | за треће место и Златни куп |
| 3   | Хондурас  | 3 | 1 | 0 | 2 | 2  | 3  | −1 | 3    | за пето место               |
| 4   | Белизе    | 3 | 0 | 0 | 3 | 1  | 6  | −5 | 0    |                             |

| Хондурас                                        | 2 : 0    | Белизе |
| ----------------------------------------------- | -------- | ------ |
| Хероми Хамес 35’ (а.г.) · Елрој Смит 37’ (а.г.) | Извештај |        |

| Салвадор          | 1 : 2    | Гватемала           |
| ----------------- | -------- | ------------------- |
| Рафаел Бургос 69’ | Извештај | Марко Папа 26’, 64’ |

| Гватемала                          | 2 : 1    | Белизе          |
| ---------------------------------- | -------- | --------------- |
| Карлос Руиз 26’ · Марвин Авила 51’ | Извештај | Деон Меколи 80’ |

| Хондурас | 0 : 1    | Салвадор            |
| -------- | -------- | ------------------- |
|          | Извештај | Ричард Менхивар 67’ |

| Салвадор                               | 2 : 0    | Белизе |
| -------------------------------------- | -------- | ------ |
| Рафаел Бургос 48’ · Артуро Алварез 69’ | Извештај |        |

| Хондурас | 0 : 2    | Гватемала           |
| -------- | -------- | ------------------- |
|          | Извештај | Марко Папа 37’, 80’ |

### Група Б
| Pos | Тим       | О | П | Н | И | ГД | ГП | ГР | Бод. | Qualification               |
| --- | --------- | - | - | - | - | -- | -- | -- | ---- | --------------------------- |
| 1   | Костарика | 2 | 1 | 1 | 0 | 5  | 2  | +3 | 4    | Финале и Златни куп         |
| 2   | Панама    | 2 | 1 | 1 | 0 | 4  | 2  | +2 | 4    | за треће место и Златни куп |
| 3   | Никарагва | 2 | 0 | 0 | 2 | 0  | 5  | −5 | 0    | за пето место               |

| Костарика                                                     | 3 : 0    | Никарагва |
| ------------------------------------------------------------- | -------- | --------- |
| Келсо Борхез 39’ (пен.) · Марко Урења 49’ · Хохан Венегас 86’ | Извештај |           |

| Костарика                                   | 2 : 2    | Панама                             |
| ------------------------------------------- | -------- | ---------------------------------- |
| Хохан Венегас 81’ · Келсо Борхес 87’ (пен.) | Извештај | Блас Перез 51’ · Роберто Нурсе 71’ |

| Панама                           | 2 : 0    | Никарагва |
| -------------------------------- | -------- | --------- |
| Блас Перез 81’ · Роман Торес 82’ | Извештај |           |

## Финална фаза
У завршној фази, ако је утакмица изједначена на крају нормалног времена за игру, утакмица се одређује извођењем пенала (не играју се продужеци).

### Утакмица за пето место
| Хондурас            | 1 : 0    | Никарагва |
| ------------------- | -------- | --------- |
| Ентони Лозано 45+1’ | Извештај |           |

- Хондурас се квалификовао да представља Централноамеричку фудбалску унију у плеј-офу квалификација за Златни куп Конкакафа 2015, где су се суочили са  Француска Гвајана, петопласираном екипом Карипског купа 2014.[31]

### Утакмица за треће место
| Салвадор | 0 : 1    | Панама         |
| -------- | -------- | -------------- |
|          | Извештај | Роман Торес 5’ |

### Финале
| Гватемала              | 1 : 2    | Костарика                                 |
| ---------------------- | -------- | ----------------------------------------- |
| Карлос Руиз 25’ (пен.) | Извештај | Брајан Руиз 29’ · Хуан Бустос Голобио 56’ |

| Гватемала | Костарика |

## Достигнућа
| Најбољи играч Марко Папа | Победник Ункафовог купа нација 2014. Костарика 8° титула | Најбољи стрелац Марко Папа (4 гола) |

## Голгетери
4 гола
- Марко Папа

2 гола
- Келсо Борхез
- Јохан Венегас
- Рафаел Бургос
- Карлос Руиз
- Блас Перез
- Роман Торес

## Коначно рангирање
| Ранг | Репрезентација | Новчана награда (Ам. долар) |
| ---- | -------------- | --------------------------- |
|      | Костарика      | $60.000                     |
| 2    | Гватемала      | $40.000                     |
| 3    | Панама         | $30.000                     |
| 4    | Салвадор       | $25.000                     |
| 5    | Хондурас       | $20.000                     |
| 6    | Никарагва      | $15.000                     |
| 7    | Белизе         | $10.000                     |